# Arago Dorsa
Gli Arago Dorsa sono una struttura geologica della superficie di Marte.